# Corrente de gelo

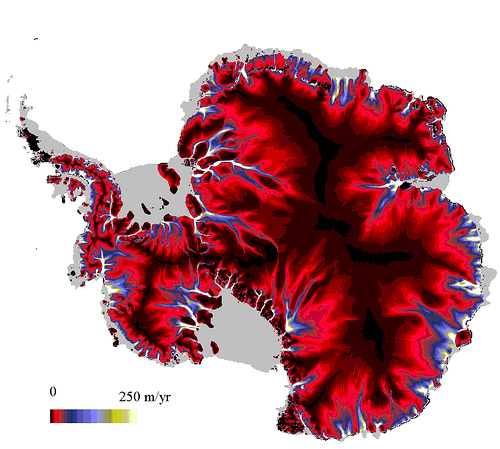
Mapa de velocidade da Antártida. Correntes de gelo podem ser vistas com velocidade crescente (azul-amarelo-branco) fluindo em direção à costa.

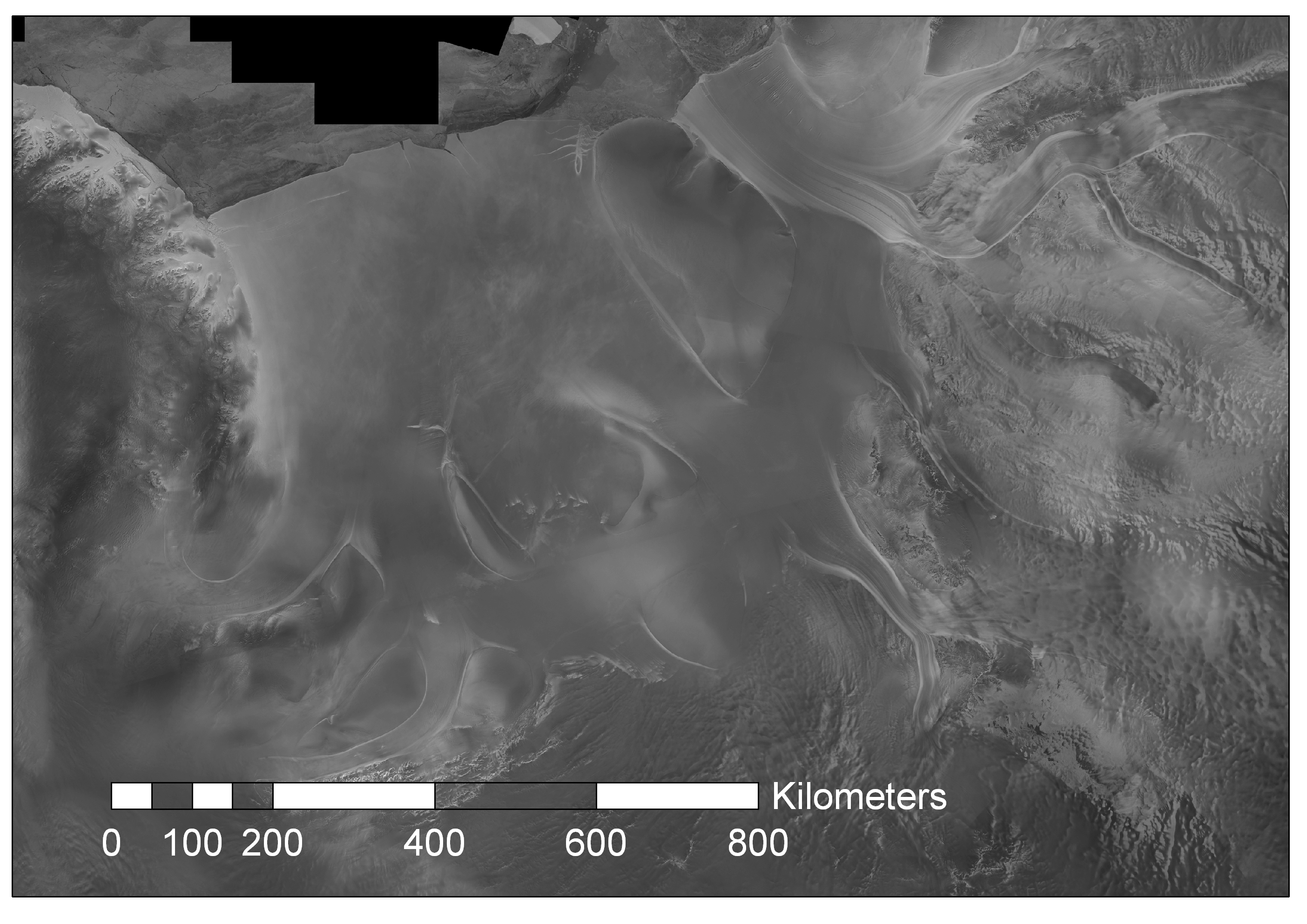
A imagem do Radarsat das correntes de gelo fluindo para dentro da Plataforma de Gelo Filchner-Ronne.

Uma corrente de gelo é uma região de um manto de gelo que se move significativamente mais rápido que o gelo circundante. Correntes de gelo são um tipo de geleira. São acidentes geográficos importantes da Antártida que respondem por 10% do volume do gelo. Alcançam até 50 km de largura, 2 km de espessura e podem se alongar por centenas de quilômetros e respondem pela maioria do gelo deixando o manto de gelo.
A velocidade de uma corrente de gelo pode ser superior a 1000 metros por ano, uma ordem de magnitude mais rápida do que a do gelo circundante. O cisalhamento força a extremidade da corrente de gelo a causar a deformação e a recristalização do gelo, fazendo o mais macio e concentrando a deformação em bandas estreitas ou margens de cisalhamento. As rachaduras se formam particularmente em torno das margens de cisalhamento.
A maioria das correntes de gelo tem alguma água em sua base, que lubrifica o fluxo. O tipo de leito rochoso também é importante. Sedimentos macios, deformáveis resultam em um fluxo mais rápido do que a rocha dura.

## Antártida
O Manto de Gelo da Antártida é drenado para o mar por várias correntes de gelo. A maior, que está na Antártida Oriental, é a Geleira Lambert. Na Antártida Ocidental, as grandes geleiras Pine Island e a Thwaites, em sua maioria, estão atualmente fora de equilíbrio, com uma perda de massa líquida total entre elas de 85 gigatoneladas por ano, medida em 2006.
Tem sido sugerido que o Manto de Gelo da Antártida está perdendo massa. A aceleração passada e a em andamento das correntes de gelo e das geleiras de descarga é considerada ser uma importante, se não, dominante causa deste desequilíbrio recente.

## Groenlândia
Correntes de gelo que drenam o Manto de gelo da Gronelândia para o mar incluem a Geleira Helheim, a Geleira Jakobshavn Isbræ e a Geleira Kangerdlugssuaq.